# جون بيلينغهام
جون بيلينغهام (بالإنجليزية: John Billingham)‏ هو طبيب بريطاني، ولد في 18 مارس 1930 في ورسستر في المملكة المتحدة، وتوفي في 4 أغسطس 2013 في غراس فالي في الولايات المتحدة.